# コタキナバル国際空港
コタキナバル国際空港（コタキナバルこくさいくうこう、英: Kota Kinabalu International Airport）は、マレーシアのサバ州コタキナバルにある国際空港である。

## 概要
コタキナバル中心部から南へ約7kmに位置する。
エアアジアは、滑走路北側の旧ターミナルであったターミナル2を利用していたが、2015年12月1日に、ターミナル１へ移転した。
航空会社や利用クラスに関わらず有料で利用できるラウンジ（Plaza Premium Lounge）も設けられている。

## 就航航空会社と就航都市
2020年以降、新型コロナウイルス感染症の影響により、多くの定期便が運休、減便、経路変更となっている。
| 航空会社                     | 就航地 | ターミナル |
| ---------------------------- | --- | ---------- |
| マレーシア航空               | クアラルンプール ハノイ、香港、台北/桃園 、東京/羽田 | 旅客       |
| MASwings                     | ラハダトゥ、ラブアン、ラワス、リンバン、ムル | 旅客       |
| エアアジア                   | クアラルンプール、ジョホールバル、コタバル、タワウ、サンダカン、ミリ、ビントゥル、シブ、クチン シンガポール、北京大興、武漢、広州、深圳、香港、台北/桃園、福岡(台北/桃園経由、2025年8月15日より運航開始予定) | 旅客       |
| ファイアフライ               | ペナン、タワウ、サンダカン、クチン | 旅客       |
| MYエアライン                 | クアラルンプール、タワウ | 旅客       |
| バティック・エア・マレーシア | クアラルンプール | 旅客       |
| ラヤ航空                     | クアラルンプール/スバン | 貨物       |
| エアプサン                   | 釜山 | 旅客       |
| 中国南方航空                 | 広州 | 旅客       |
| セブ・パシフィック航空       | マニラ | 旅客       |
| チェジュ航空                 | ソウル/仁川 | 旅客       |
| ジンエアー                   | ソウル/仁川 | 旅客       |
| 順豊航空                     | 深圳 | 貨物       |
| 上海航空                     | 上海浦東 | 旅客       |
| 香港エクスプレス航空         | 香港(2025年11月27日より運航開始予定) | 旅客       |
| フィリピン・エアアジア       | マニラ | 旅客       |
| ロイヤル・ブルネイ航空       | ブルネイ | 旅客       |
| ティーウェイ航空             | ソウル/仁川 | 旅客       |

2023年6月現在

## 市内へのアクセス
タクシー
RM35 （クーポンを購入して乗車）
バス
エアポートバス（ターミナル1 → センターポイント → ホライズンホテル → ムルデカ広場）RM5